# First North
Nasdaq First North Growth Market (tidigare First North och Nya Marknaden) är sedan 2008 namnet på en marknadsplats för svenska, danska, finska och isländska företag som generellt sett är mindre än de som är noterade på övriga OMX-listor. Kostnaderna är mindre för att lista företaget på First North och regelverket mindre omfattande än för OMX:s övriga marknadsplatser. 
Till skillnad från Stockholmsbörsens huvudmarknad, Nasdaq Stockholm, är First North inte en fullt reglerad marknad, utan en så kallad handelsplattform eller Multilateral Trading Facility. First North opereras emellertid, i likhet med Nasdaq Stockholm, av Nasdaq Stockholm AB.